# Elatostema mannii
Elatostema mannii är en nässelväxtart som beskrevs av Hugh Algernon Weddell. Elatostema mannii ingår i släktet Elatostema och familjen nässelväxter. Inga underarter finns listade i Catalogue of Life.